# Elecciones provinciales de Santa Fe de 1973
Las elecciones generales de la provincia de Santa Fe de 1973 tuvieron lugar entre marzo y abril del mencionado año con el objetivo de restaurar las instituciones democráticas constitucionales de la provincia después de casi siete años de la dictadura militar autodenominada Revolución Argentina, y a dieciocho años de proscripción del Partido Justicialista (PJ). Se debía elegir al gobernador para el período 1973-1977 y a los miembros de ambas Cámaras de la Legislatura Provincial. Para la elección de gobernador se utilizaría por primera vez el sistema de balotaje, que preveía una segunda vuelta electoral entre los dos candidatos más votados si ninguno alcanzaba más del 50% de los votos en primera vuelta.
El peronismo legalizado configuró el Frente Justicialista de Liberación (FREJULI), una coalición electoral con otros partidos de extracción conservadora o radical, a la que meses más tarde se uniría el izquierdista Frente de Izquierda Popular (FIP). A diferencia de las demás provincias, en Santa Fe, el FREJULI no presentó un candidato del PJ sino a Carlos Sylvestre Begnis, del desarrollista Movimiento de Integración y Desarrollo (MID) como candidato a gobernador con el sindicalista Eduardo Cuello como compañero de fórmula. La Unión Cívica Radical (UCR) presentó a Eugenio Malaponte, en tanto que la Alianza Popular Federalista (APF) presentó a Alberto Natale, del Partido Demócrata Progresista (PDP), como candidato a gobernador con Mario Verdú como compañero de fórmula. La presentación de un candidato a gobernador no peronista causó una profunda fricción en el seno del justicialismo santafesino, lo que finalmente provocó que Antonio Campos se presentara como candidato en nombre del "auténtico peronismo", con Alberto Bonino como candidato a vicegobernador. Durante la campaña, el candidato presidencial del FREJULI, Héctor José Cámpora, acusó a Campos y Bonino de querer dividir al FREJULI y declaró expresamente que los peronistas debían votar por Begnis.
La división, sin embargo, tuvo consecuencias en el resultado electoral. En la primera vuelta de las elecciones, realizada el 11 de marzo, Begnis fue el candidato más votado con el 42.30% de los votos contra el 26.48% de Natale y el 14.16% de Malaponte. Campos quedó en cuarto lugar con el 13.30%. La participación fue del 89.08% del electorado. Se programó entonces una segunda vuelta o balotaje entre Begnis y Natale para el 15 de abril. Dado que Begnis pertenecía al MID y Natale al PDP, mientras que el candidato presidencial de la Alianza Popular Federalista era Francisco Manrique, del Partido Federal (PF), ambos candidatos pertenecían a partidos distintos a los de los líderes de sus respectivas coaliciones. Con una participación ligeramente menor, del 84.24%, Begnis obtuvo una aplastante victoria con el 63.42% de los votos contra el 36.58% de Natale, accediendo a la gobernación. A pesar de que Begnis era candidato del FREJULI, durante el tercer peronismo Santa Fe fue la única provincia no dirigida por un gobernador salido del peronismo.
Begnis no completó el mandato constitucional debido a que fue depuesto por el golpe de Estado del 24 de marzo de 1976, que él mismo apoyó. Fue uno de los quince gobernadores que logró durar en el poder hasta el golpe.

## Elección gubernativa

### Primera vuelta
|  | 42.29 % |

|  | 26.47 % |

|  | 14.41 % |

|  | 13.30 % |

|  | 1.54 % |

|  | 0.99 % |

|  | 0.57 % |

|  | 0.43 % |

|  | 97.18 % |

|  | 2.54 % |

|  | 0.28 % |

|  | 100.00 % |

|  | 89.08 % |

### Segunda vuelta
|  | 63.42 % |

|  | 36.58 % |

|  | 98.15 % |

|  | 1.54 % |

|  | 0.31 % |

|  | 100.00 % |

|  | 84.24 % |

## Elección legislativa

### Cámara de Diputados
|  | 41.44 % |

|  | 26.74 % |

|  | 14.65 % |

|  | 13.48 % |

|  | 1.60 % |

|  | 1.02 % |

|  | 0.60 % |

|  | 0.45 % |

|  | 97.22 % |

|  | 2.50 % |

|  | 0.28 % |

|  | 100.00 % |

|  | 88.00 % |

### Cámara de Senadores

#### Resultado general
|  | 41.37 % |

|  | 26.69 % |

|  | 14.97 % |

|  | 13.45 % |

|  | 1.61 % |

|  | 0.97 % |

|  | 0.50 % |

|  | 0.44 % |

|  | 97.16 % |

|  | 2.56 % |

|  | 0.28 % |

|  | 100.00 % |

|  | 89.08 % |

#### Resultados por circuitos electorales

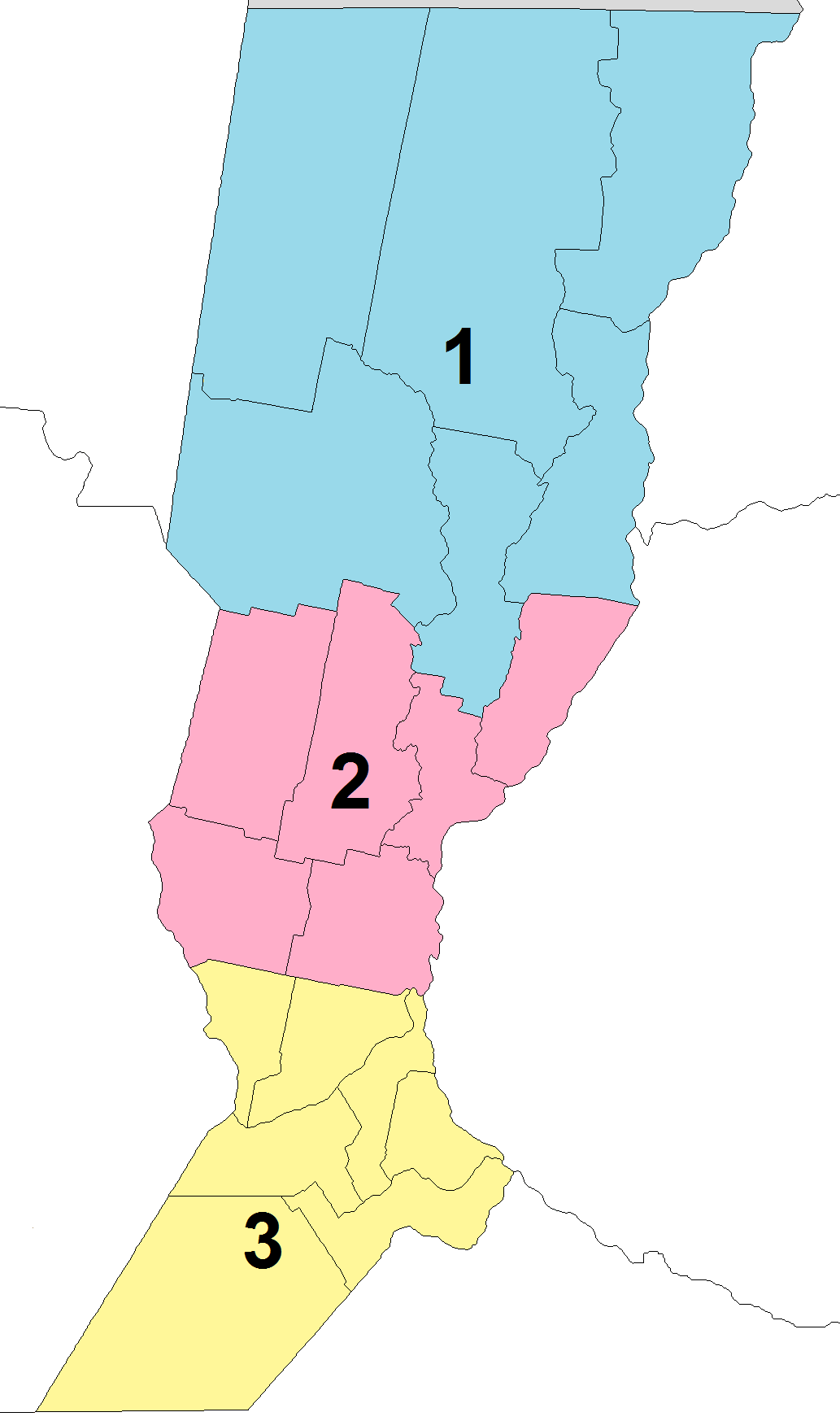
Circuitos electorales de Santa Fe:
1º Circuito
2º Circuito
3º Circuito

|  | 39.20 % |

|  | 23.51 % |

|  | 21.51 % |

|  | 13.09 % |

|  | 1.82 % |

|  | 0.35 % |

|  | 0.35 % |

|  | 0.16 % |

|  | 96.27 % |

|  | 3.51 % |

|  | 0.22 % |

|  | 100.00 % |

|  | 46.54 % |

|  | 23.65 % |

|  | 17.13 % |

|  | 9.48 % |

|  | 1.47 % |

|  | 1.07 % |

|  | 0.57 % |

|  | 0.10 % |

|  | 96.89 % |

|  | 2.90 % |

|  | 0.21 % |

|  | 100.00 % |

|  | 39.33 % |

|  | 30.70 % |

|  | 13.82 % |

|  | 12.33 % |

|  | 1.63 % |

|  | 1.04 % |

|  | 0.75 % |

|  | 0.40 % |

|  | 97.45 % |

|  | 2.22 % |

|  | 0.33 % |

|  | 100.00 % |